# Дар Поморья (фрегат)
Дар Поморья (пол. Dar Pomorza) — трехмачтовый польский парусный корабль, 1909 года постройки.
Парусник является кораблем-музеем, находится в городе Гдыня, как филиал Центрального Морского музея в Гданьске.

## История
Судно было построено в 1909 г. на верфи Блома и Фосса в Гамбурге под именем «Принцесса Эйтель Фридрих», после чего использовалось как учебный корабль торгового немецкого флота вплоть до начала Первой мировой войны.
Во время Первой мировой войны корабль использовался как база для экипажей подводных лодок в Кёльне.
После Первой мировой войны судно в качестве трофея было передано Франции, где поменяло название на «Кольбер» (фр. Colbert), планировалось использовать его в качестве учебного судна, однако в конце концов он был передан барону Форесту из Нанта как компенсация за реквизированную во время войны яхту «Торан».
В 1929 году корабль был выкуплен за 7 тыс. фунтов польским сообществом в Померании.
После генерального ремонта на верфи в Дании судно получило название «Dar Pomorza» (Дар Поморья) и прибыло в Польшу в июне 1930 г., где было передано Высшей Морской Школе в Гданьске в качестве учебного судна.
В 1934—1935 годах судно совершило кругосветное путешествие через Панамский канал.
Во время Второй мировой войны «Dar Pomorza» был интернирован в Швеции и с 1.09.1939 по 21.10.1945 стоял на приколе в Стокгольме.
В Гдыню судно вернулось 24.10.1945 и вскоре на нём были возобновлены учебные занятия.
Судно два раза выигрывало в гонках Operation Sail, а в 1980 году «Дар Поморья» выиграл Cutty Sark Trophy. Кроме того, он неоднократно занимал лидирующие позиции в регатах 1974, 1976 и 1978 годов.
На протяжении 51 года службы корабль совершил 102 учебных рейса, посетил 383 порта, пройдя за это время больше полумиллиона морских миль. На его палубе прошло обучение 13 384 курсанта морской школы.
Последний рейс фрегата состоялся в сентябре 1981 года под командованием капитана Тадеуша Олехновича — до финского порта Котка.
4 августа 1982 г «Dar Pomorza» формально был списан со службы, и в тот же день флаг был поднят на его преемнике — «Дар Молодёжи», который был спроектирован и построен в Гданьске.
В настоящее время «Dar Pomorza» используется как корабль-музей в Гдыне. В музее представлен оригинальный интерьер кают с коллекцией экспонатов, собранных экипажем корабля в дальних плаваниях, бортовые журналы.

## В нумизматике

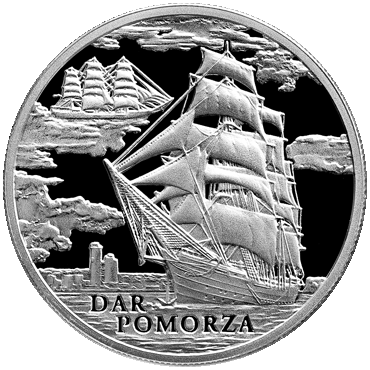
Монета выпущенная Национальным банком Республики Беларусь, 2009

Dar Pomorza изображен на аверсе серебряных монет номиналами 2 и 5 злотых, посвященных 15-летию создания морского порта в городе Гдыня, выпущенных в обращение Польской Республикой в 1936 году.
В 1980 году Республика Польша выпустила медно-никелевую юбилейную монету номиналом 20 злотых «50 лет Дару Поморья».
К 75-летнему юбилею парусника 27 апреля 2005 года в серии «История злотого» Польским Народным Банком были выпущены монеты номиналом 2 злотых из нордика и 10 злотых из серебра с изображением памятных монет образца 1936 года.
В 2009 году Национальный банк Республики Беларусь ввел в обращение памятные монеты «Дар Поморья» серии «Парусные корабли»: серебряную — номиналом 20 рублей, и медно-никелевую номиналом 1 рубль.

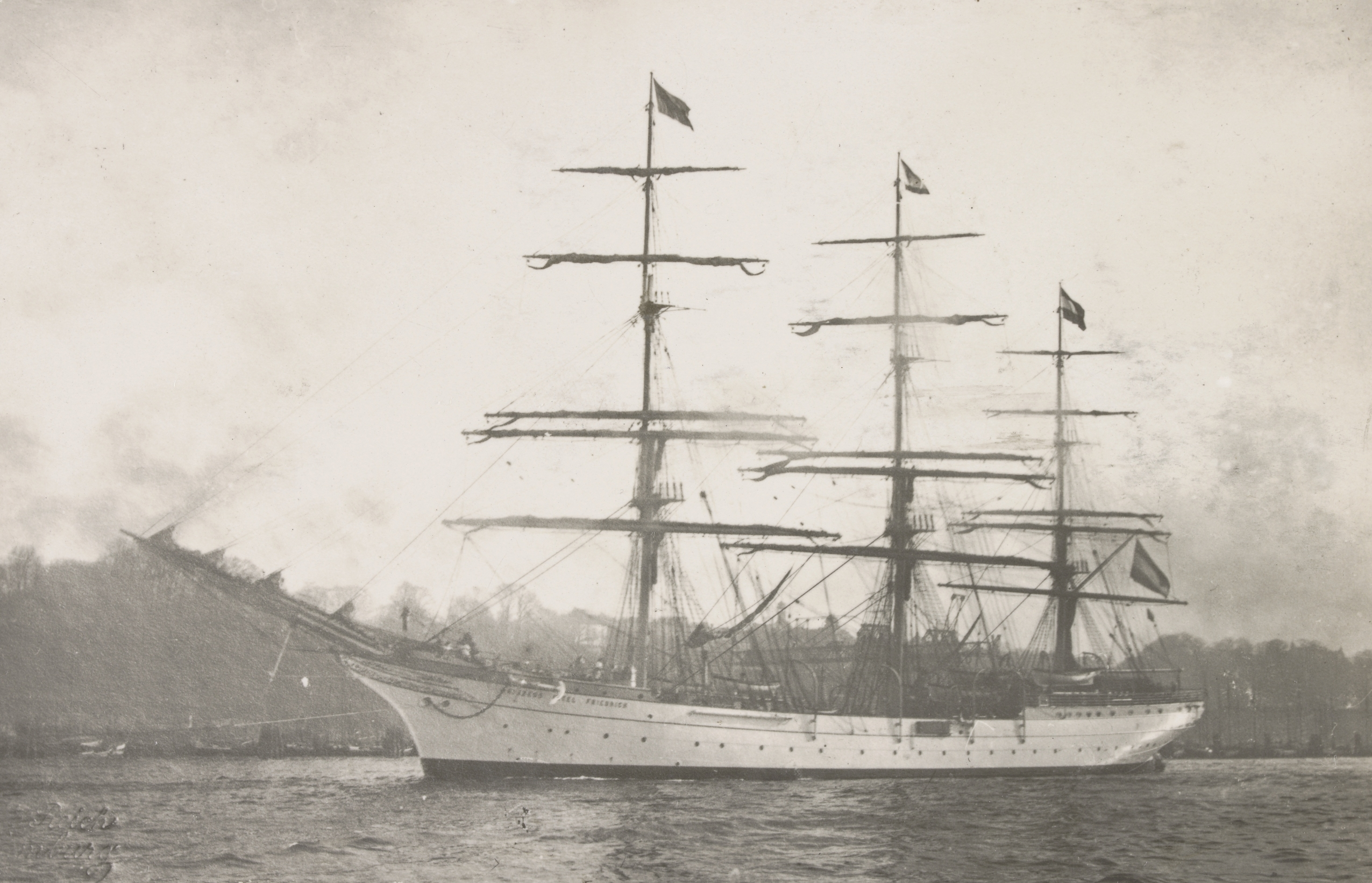
Принцесса Эйтель Фридрих, 1909-1920 год
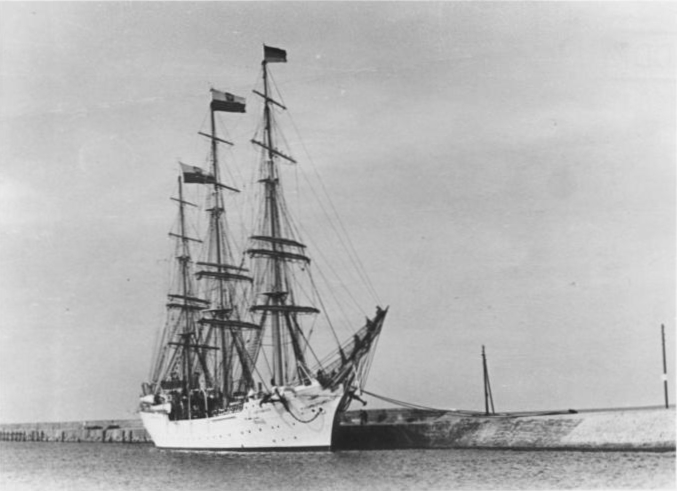
Дар Поморья, май 1952 года
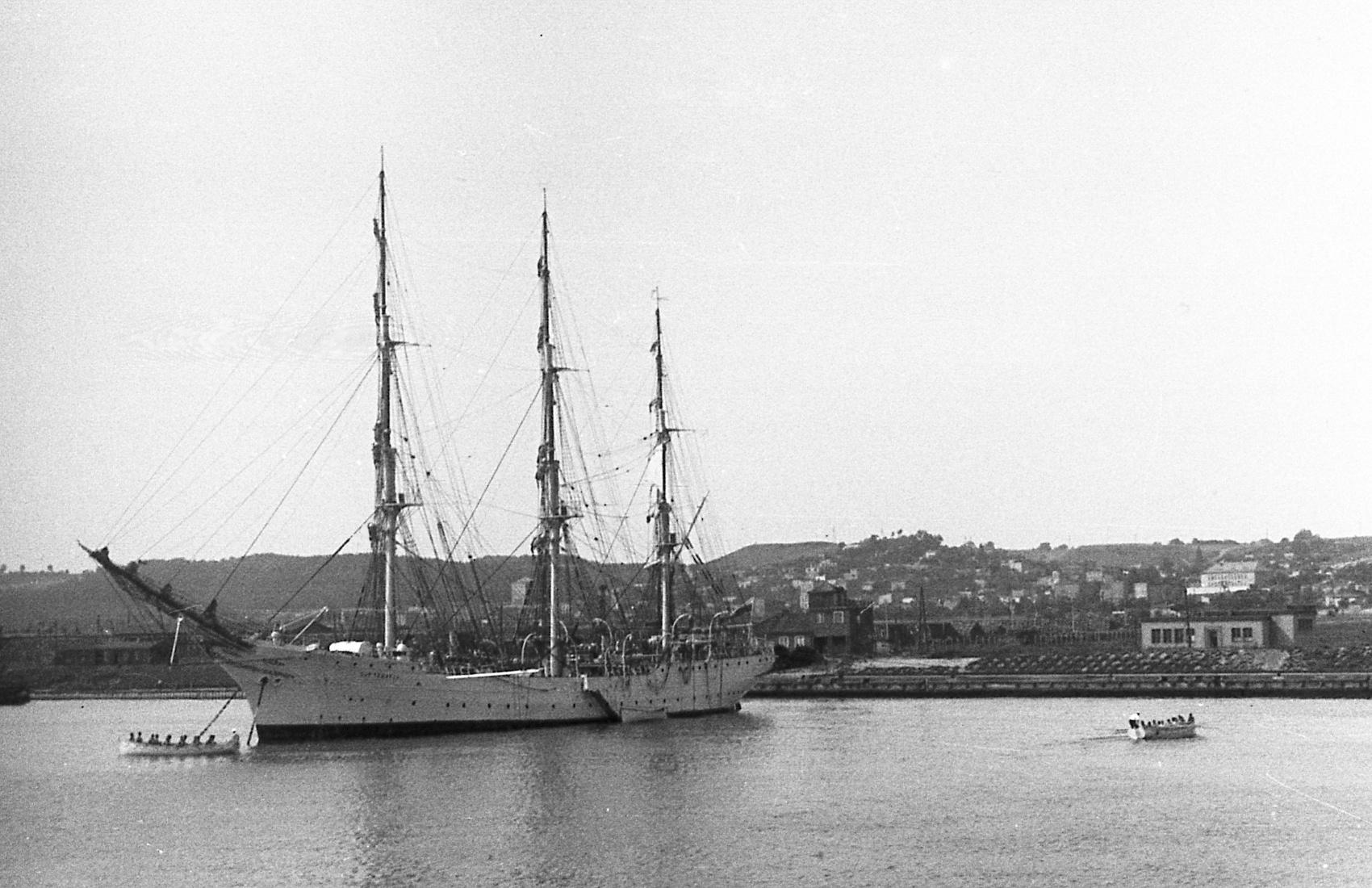
Дар Поморья, 1962 год
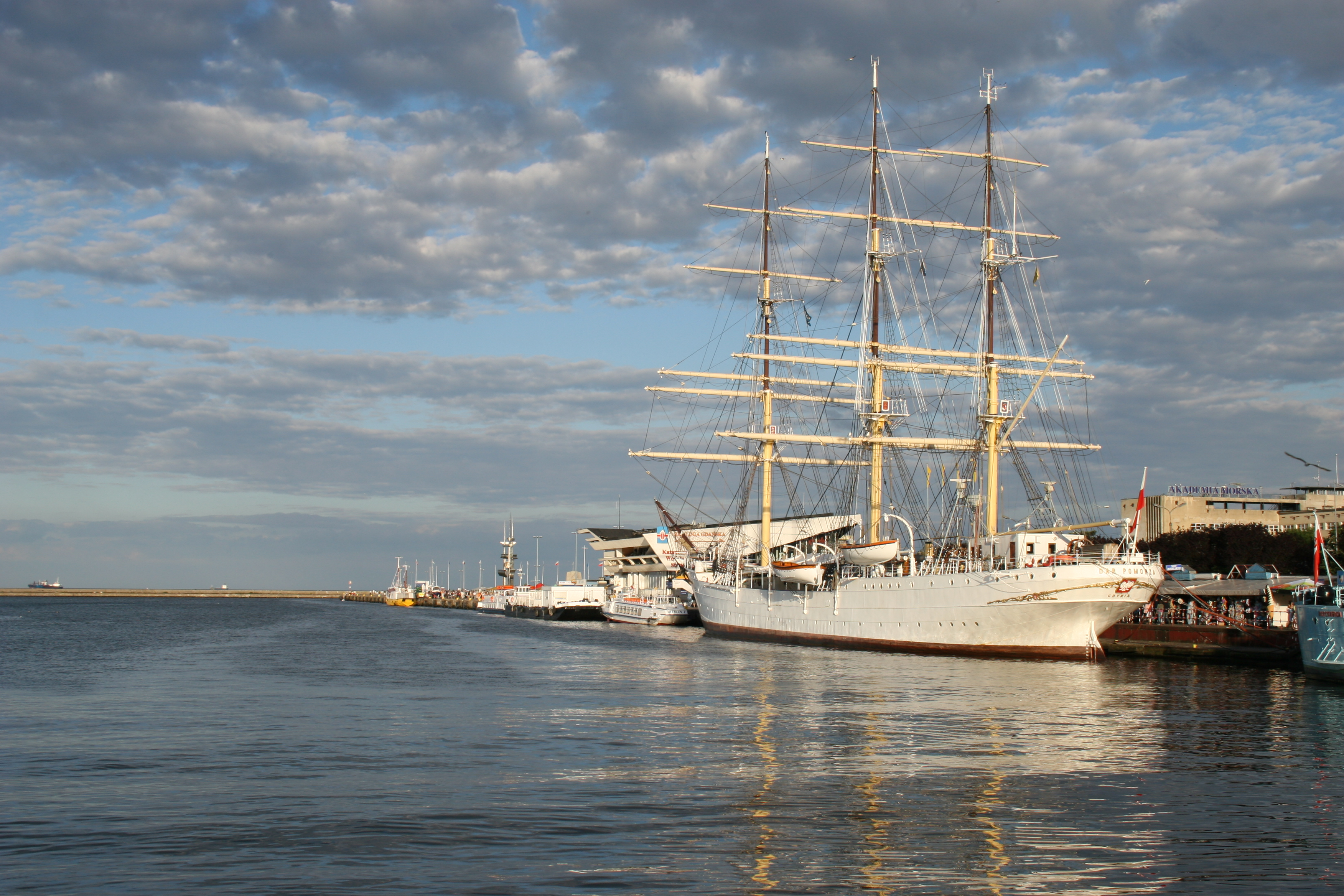
Дар Поморья, 2008 год

## Парусники серии
Dar Pomorza является вторым из серии четырёх однотипных парусников:
- Duchesse Anne, 1901 года постройки
- Statsraad Lehmkuhl, 1914 года постройки
- Schulschiff Deutschland, 1927 года постройки